# For sale: baby shoes, never worn

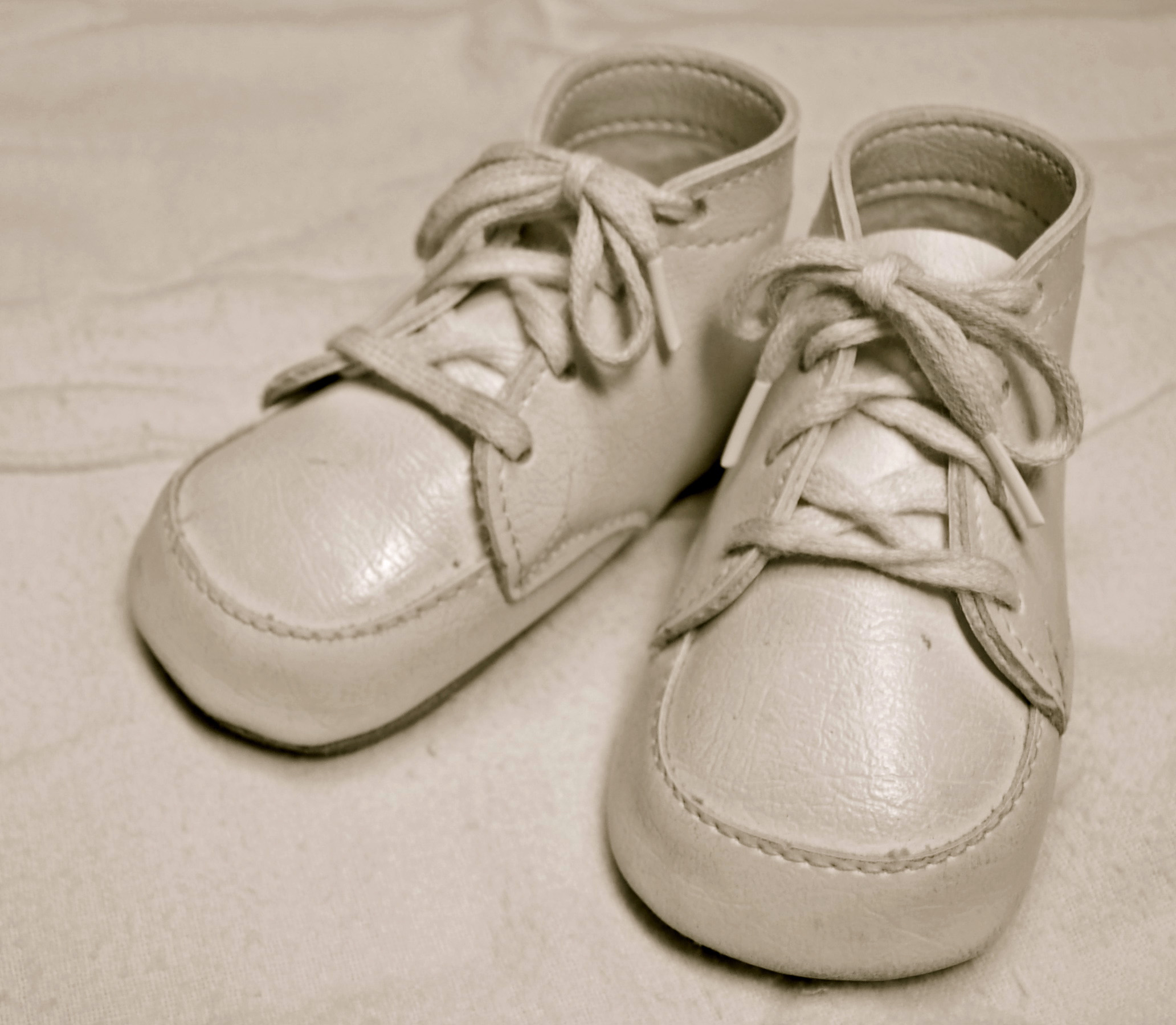
Una storia di sei parole riguardante un paio di scarpe da bambino è considerata un esempio estremo di flash fiction

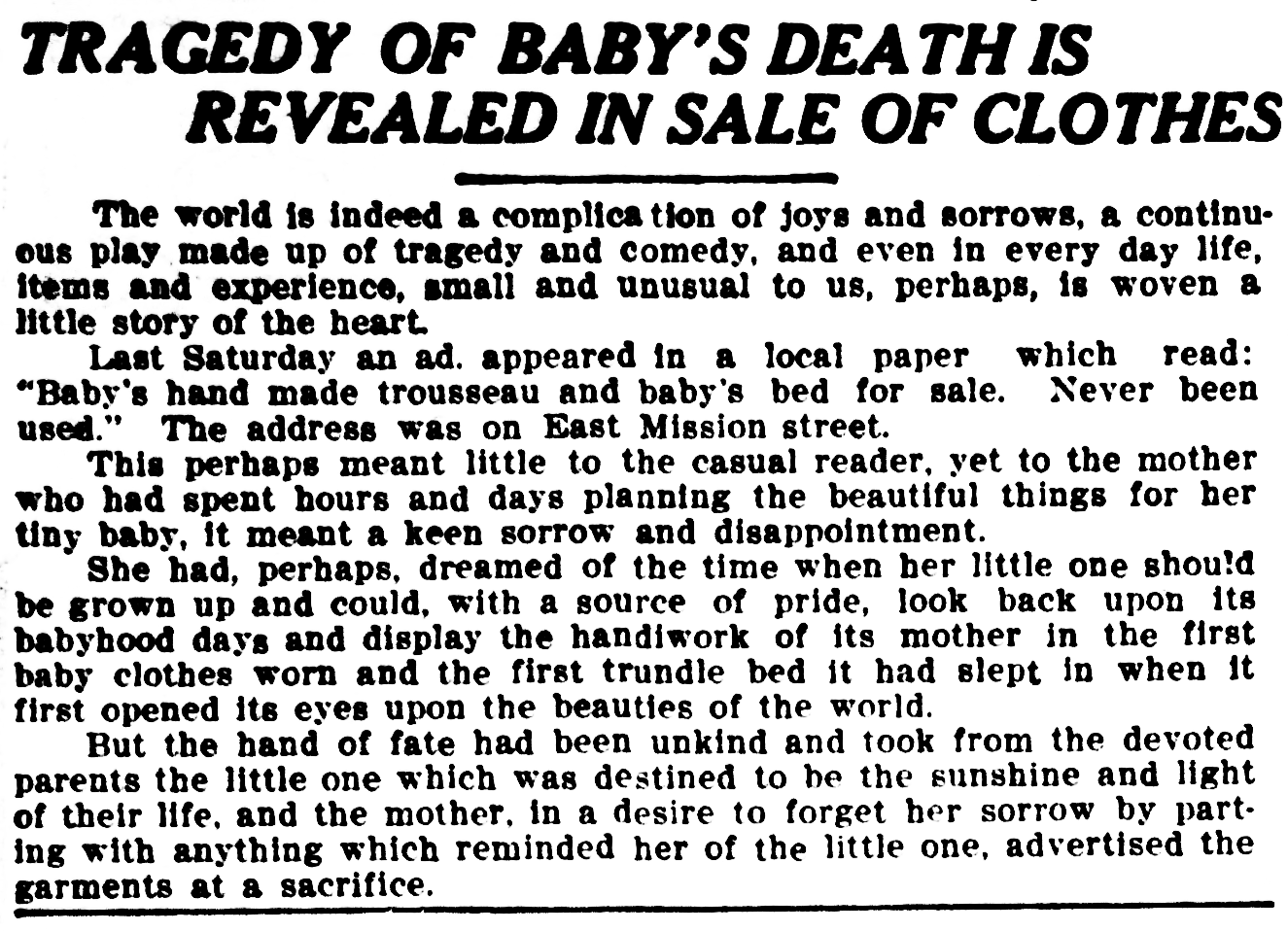
Questo articolo del 16 maggio 1910 di The Spokane Press racconta una precedente pubblicità che colpì l'autore poiché particolarmente tragica

For sale: baby shoes, never worn è una storia di sei parole, attribuita a Ernest Hemingway, anche se l'identità dell'autore non è mai stata completamente chiarita.
La traduzione in italiano sarebbe: "In vendita: scarpe da bambino, mai usate".
Le prime versioni della storia risalgono agli inizi del Novecento e venne riprodotta e ampliata nel giro di pochi anni dalla sua pubblicazione iniziale. Il primo collegamento con Hemingway risale al 1991, trent'anni dopo la sua morte. La storia è uno degli esempi più famosi di flash fiction.

## Contenuto
La storia è scritta sotto forma di annuncio economico e suggerisce al lettore che dietro vi sia una storia più ampia, che tratti di un aborto spontaneo, morte improvvisa di un neonato o progetti abbandonati per avere un bambino.

## Storia
Le prime versioni della storia risalgono al 1906. L'edizione del 16 maggio 1910 di The Spokane Press conteneva un articolo intitolato "La tragedia della morte di un bambino viene rivelata nella vendita dei vestiti".
Nel 1917, William R. Kane pubblicò un racconto in un periodico chiamato The Editor in cui parlava di una donna addolorata che aveva perso il suo bambino. Questa versione ha persino il titolo: Piccole scarpe, mai indossate. Nella sua versione della storia, le scarpe vengono regalate anziché vendute. Suggerisce che ciò fornirebbe un certo conforto al proprietario, poiché significherebbe che un altro bambino ne trarrebbe almeno un beneficio.
Già nel 1921 la storia era stata oggetto di parodia: il numero di luglio di Judge di quell'anno pubblicò una versione che utilizzava un passeggino al posto delle scarpe; in questa versione però, l'acquirente contatta il venditore per porgere le condoglianze, solo per sentirsi dire che la vendita era dovuta alla nascita di gemelli piuttosto che di un unico figlio.
Il primo collegamento noto con Hemingway risale al 1991, trent'anni dopo la morte dell'autore. Questa attribuzione è presente in un libro di Peter Miller intitolato Fatti pubblicare! I consigli di un agente letterario su come vendere i tuoi scritti. Ha detto che la storia gli è stata raccontata da un "sindacato di giornali" nel 1974.
Le prove che collegano Hemingway hanno origine in una lettera del 1991 scritta da Arthur C. Clarke a John Robert Colombo: "Si suppone che Hemingway abbia vinto una scommessa di 10 dollari (una somma non piccola negli anni 1920) dai suoi colleghi scrittori sul fatto che sarebbe riuscito a scrivere una storia di sole sei parole. Quando l'hanno letta hanno pagato senza batter ciglio. Ancora non riesco a pensarci senza piangere: SCARPE DA BAMBINO IN VENDITA, MAI INDOSSATE."
Questo collegamento a Hemingway è stato "rafforzato" da un'opera teatrale intitolata Papa di John De Groot, nel 1996. Ambientato durante una sessione fotografica della rivista Life nel 1959, De Groot pronuncia la frase per illustrare la capacità di sintesi di Hemingway. Nella rivista Playbill, De Groot ha difeso la veridicità della storia dicendo: "Tutto nell'opera è basato su eventi descritti da Ernest Hemingway, o da coloro che lo conoscevano bene. Se queste cose siano effettivamente accadute o meno è qualcosa che non sapremo mai veramente". Ma Hemingway e molti altri affermarono di sì."

## Nella cultura di massa
L'atto di raccontare una storia in pochissime parole fu soprannominato flash fiction nel 1992; un racconto con meno di sei parole, in particolare, ha generato il concetto di Six-Word Memoirs. Molti anni dopo fu pubblicata una raccolta di storie con meno di sei parole in forma di libro nel 2008 da Smith Magazine e due seguiti pubblicati nel 2009.
Il racconto è citato ne Il professore cambia scuola, film del 2017 diretto da Olivier Ayache-Vidal, in una scena in cui il protagonista, il professore di francese François Foucault (Denis Podalydès), commenta in classe la ricerca svolta da un suo alunno su quest'opera.